# Bandera de Maine
La bandera de Maine característica de l'estat, és un escut d'armes en un camp blau. Al centre de l'escut un ant descansa sota un alt pi verd. Un agricultor i un mariner representen la tradicional dependència de l'agricultura i el mar per l'Estat. L'Estel del Nord representa el lema de l'estat: Dirigo ("Jo dirigeixo").
No hi ha colors oficials per l'escut d'armes, de manera que les variacions en la coloració es poden veure a les banderes de diferents fabricants. El camp blau, però, s'especifica que ha de ser el mateix blau que el de la bandera dels Estats Units. Segons la descripció oficial, la bandera ha de tenir una franja groga de seda i ha de tenir un cordó de seda de color blau i blanc al voltant de l'estrella. Aquests adorns són observats molt rares vegades.
La NAVA va dur a terme un estudi el 2001 que va classificar l'actual bandera de Maine com una de les pitjors en el disseny. Entre les banderes dels 72 estats i províncies canadenques i dels EUA, la de Maine és classificada com la 60 de 72 és a dir, la 13a pitjor).
Originalment, la bandera de l'estat va consistir en un pi verd, símbol de Nova Anglaterra al centre, amb una "Estrella del Nord" de color blau, tot sobre un fons de color ocre. Aprovada el 1901 i substituïda per l'actual el 1909.

## Pavelló Nacional
Maine és un dels únics dos estats amb un Pavelló nacional propi, que poques vegades es veu (l'altre és de Massachusetts). Compta amb símbols de la bandera actual i l'anterior, amb un camp blanc i el pi verd. El pi verd té l'àncora de mariner al seu radere, i les paraules "Maine" i "Dirigo" al seu voltant.

La bandera usada pel Regiment d'Infanteria 20 º de Maine voluntari durant la Guerra Civil Americana.
Bandera mercant i de marina del Maine
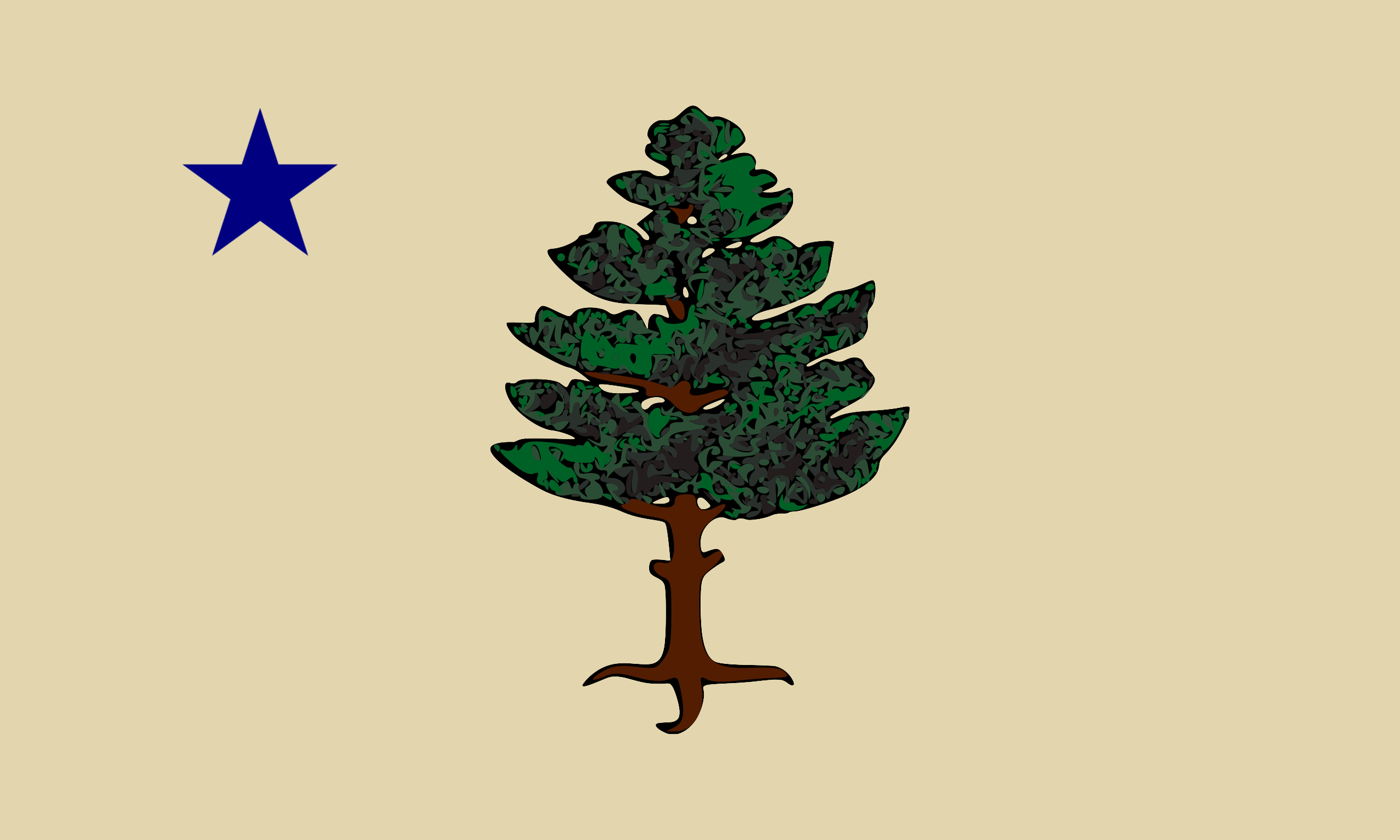
Bandera de 1901-1909
Reproducció digital de la bandera de 1901-1909